# Tessé-Froulay
Tessé-Froulay ist eine französische Gemeinde mit 377 Einwohnern (Stand 1. Januar 2022) im Département Orne in der Region Normandie.

## Geografie
Der Ort Tessé-Froulay liegt im äußersten Süden des Départements Orne und unmittelbar südlich von Bagnoles-de-l’Orne. Das Siedlungsgebiet des zur Gemeinde zählenden Weilers L’Érable geht direkt in das der benachbarten Stadt über. Am östlichen Rand der Gemeinde entlang verläuft der Fluss Vée, der kurz hinter der südlichen Gemeindegrenze in die Mayenne mündet. Die Mayenne legt zugleich den Verlauf der Grenze zum benachbarten Département Mayenne fest, von dem Tessé-Froulay nur durch einen rund einen Kilometer breiten Steifen getrennt wird. Die höchste Erhebung auf dem kommunalen Gebiet ist der 193 Meter hohe Hügel Montsoret. Die Gemeinde gehört zum Regionalen Naturpark Normandie-Maine.
Die Nachbargemeinden von Tessé-Froulay sind Bagnoles-de-l’Orne im Norden, Couterne im Osten, Haleine im Süden und Südwesten sowie La Chapelle-d’Andaine im Westen. Abgesehen von Haleine wird sie somit von deutlich größeren Ortschaften umgeben.

## Geschichte und Kultur
Mindestens seit dem 12. Jahrhundert befand sich der Ort im Besitz der adligen Familie Tessé de Froulay, die gleichzeitig namensgebend war. Aus ihr ging mit René de Froulay de Tessé ein Marschall von Frankreich hervor. Im Verlauf der Französischen Revolution wurde die Familie enteignet, eine selbstverwaltete Gemeinde unter dem Namen Tessé ins Leben gerufen und diese wurde dem Département Mayenne zugeordnet. 1808 löste sich der nördliche Teil und wurde als Tessé-la-Madeleine eigenständig; die neugeschaffene Gemeinde wurde im Jahr 2000 nach Bagnoles-de-l’Orne eingemeindet und bildet seither den südlichen Teil von Bagnoles. Der Rest von Tessé erhielt 1824 seinen heutigen Namen Tessé-Froulay und wechselte 1831 wie alle rechts des Flusses Mayenne gelegenen Kommunen in der Region vom Département Mayenne ins Département Orne. Im 19. Jahrhundert wurde die heute bestehende Dorfkirche gebaut.
Im 20. Jahrhundert veränderte sich die Wirtschaftsstruktur grundlegend, da die Landwirtschaft als wesentliche Grundlage der lokalen Arbeitsplätze weitgehend ihre Bedeutung verlor. Dennoch wuchs die Bevölkerung ab den 1950er-Jahren an, da Tessé-Froulay trotz der Schwäche der eigenen Wirtschaft einen attraktiven Wohnort darstellte; ein Großteil der Einwohner fand in den größeren Orten, die die Gemeinde direkt umgeben, Arbeit. Dies führte ab 1981 zum Bau neuer Siedlungen und 2002 wurde überdies das Ortszentrum neu gestaltet.

### Bevölkerungsentwicklung
| Jahr      | 1962 | 1968 | 1975 | 1982 | 1990 | 1999 | 2011 | 2018 |
| Einwohner | 211  | 250  | 230  | 260  | 301  | 323  | 379  | 385  |

Während der Französischen Revolution lag die Bevölkerungszahl 1793 bei 481. Anschließend stieg sie bis auf den historischen Höchstwert von 676 Bewohnern im Jahr 1831. Danach setzte ein stetiger Abwärtstrend ein, weswegen 1901 nur noch 345 Menschen in der Gemeinde lebten. Dieser Trend setzte sich fort, bis 1954 mit 195 Einwohnern der niedrigste Stand erreicht und von einem deutlichen Anwachsen gefolgt wurde.